# داستين جاكوبي
داستين جاكوبي (بالإنجليزية: Dustin Jacoby) هو ملاكم كيك بوكسينغ أمريكي، ولد في 4 أبريل 1988 في Fort Morgan, Colorado ‏ في الولايات المتحدة.

## وصلات خارجية
- داستين جاكوبي على موقع بوكس ريك (الإنجليزية) (registration required)
- داستين جاكوبي على موقع يو إف سي (الإنجليزية)
- داستين جاكوبي على موقع بيلاتور (الإنجليزية)
- داستين جاكوبي على موقع شيردوغ (الإنجليزية)
- داستين جاكوبي على موقع Tapology.com (الإنجليزية)
- داستين جاكوبي على موقع IMDb (الإنجليزية)